# Alfred Seaman
Alfred Seaman (1844 Norfolk – 1910 Sheffield) byl profesionální viktoriánský fotograf, který provozoval síť fotografických portrétních studií v Midlandu a severní Anglii. Vydal velkou sérii stereoskopických snímků Velké Británie, Irska a ostrova Man (více než 2 000 záběrů).

## Život a dílo
Alfred Seaman se narodil v roce 1844 v Norfolku. Svůj pracovní život zahájil jako stavitel a v šedesátých letech začal fotografovat jako amatér. Své první fotografické studio otevřel v roce 1880 v Chesterfield v Derbyshire a následně otvíral studia i v dalších městech - Ilkestonu, Alfretonu, Matlocku, Sheffieldu, Leedsu, Newcastlu, Liverpoolu, Kingstonu upon Hullu nebo Brightonu.
V roce 1886 byl zakládajícím členem uměleckého spolku Photographic Convention of the United Kingdom (PCUK), který uspořádal první ustanovující konferenci v Derby. Sloužil ve výboru PCUK od roku 1886 až do své smrti a prostřednictvím této organizace měl spojení s významnými profesionálními fotografy své doby, včetně Henry Peach Robinsona, Williama Crooka, Williama Englanda, Alexandra Tate nebo Richarda Keenea, stejně jako mnoho bohatých amatérů, kteří byli členy, jako byl například astronom Alexander Stewart Herschel.
Oženil se třikrát a měl 9 synů a jednu dceru. Všichni jeho synové ho následovali ve fotografickém podnikání a provozovali studia buď pod titulem "Seaman & Sons", nebo pod svým vlastním jménem. Alfred Seaman zemřel v roce 1910 v Sheffieldu.